# Oravská Poruba
Oravská Poruba – wieś (obec) w powiecie Dolný Kubín na Słowacji, na słowackiej Dolnej Orawie. Położona jest na lewym brzegu rzeki Orawa, po południowo-zachodniej stronie miasta Dolný Kubín. Wieś znajduje się na Pogórzu Orawskim nad Mlynskim potokiem. Do miejscowości można dojechać drogą z Dolnego Kubína lub z Veličnej. Droga ślepo kończy się w Oravskiej Porubie. 